# 현경수
현경수(1974년 4월 1일 ~ )은 대한민국의 성우로, 2003년 3월 CJ ENM 성우극회 5기 공채로 입사했다.

## 주요 활동작

### 애니메이션
- 가정교사 히트맨 리본 (투니버스) - 지후
- 고쿠센 (투니버스) - 쿠도
- 교향시편 유레카7 (애니맥스) - 맷슈 / 워즈
- 나루토 (투니버스) - 이누즈카 키바
- 나루토 질풍전 (투니버스) - 이누즈카 키바
- 날아라 팬코 (대원방송)
- 내일의 나쟈 (투니버스) - 토마스 오브라이언
- 다이노코어 (SBS) - 바리온
- 닥터 슬럼프 (퀴니) - 갈라
- 달려라 이다텐 (투니버스) - 아더
- 덕수학교 - 김광현,선생님,등
- 데스노트 (대원방송) - 아이버
- 드래건 드라이브 (투니버스) - 토키 쿄헤이
- 드래곤볼 Z (투니버스) - 14호
- 똑바로 가자 (투니버스) - 수다부리
- 란마1/2 (투니버스) - 무스
- 레이브 (투니버스) - 탕치모 / 슈나이더 / 볼기탱탱단 부하B(뚱땡이) / 페베르 / 조감독 / 글렌(레이나의 아버지) / 리오넷 / 젊은 블랙스미스 무지카
- 록맨 에그제 (투니버스) - 브루스
- 록맨 에그제 스트림 (투니버스) - 브루스
- 록맨 에그제 엑세스 (투니버스) - 브루스
- 롤링스타즈 (KBS) - 삼식이 / 바키
- 루니 툰 (카툰네트워크) - 포키 피그
- 루니 툰: 벅스 버니와 대피 덕 (카툰네트워크) - 포키 피그
- 리틀펫샵 - 수닐
- 마루코는 아홉살 (투니버스) - 남학생 / 킹즈 / 히데 할아버지 / 네기시 / 남자 / 감독 / 생물부학생2 / 문어빵장수 / 노벨 / 신부 / 미도리의 할아버지 / 사회자 외 각종 단역
- 매직하트원정대 (챔프TV) - 롤리
- 멋지다! 마사루 (애니박스) - 후밍
- 메르헤븐 (투니버스) - 할로원
- 메이저 (투니버스) - 조 깁슨, 마도원
- 메탈베이블레이드(투니버스) - 노와구마 / 푸틴
- 명탐정 코난 (투니버스) - 양만호, 변민석, 조춘식
- 배틀짱(투니버스) - 그라노
- 뱅글뱅글타임루프 (투니버스) - 배드민턴 회장, 애플크랩
- 블리치 (투니버스, 애니맥스) - 마다라메 잇카쿠
- 사랑해 베이비 (애니맥스) - 카타쿠라 에이치
- 세토의 신부 (투니버스) - 나가스미의 아버지
- 슈가슈가룬 (투니버스) - 우
- 슈퍼갤즈 (퀴니) - 체육선생
- 슈퍼햄스밴드 (MBC)
- 뿌까 (MBC) - 파이야
- 심슨 가족 (투니버스) - 번즈, 네드 플랜더스
- 아따맘마 (투니버스) - 박철연, 박정식, 택배원, 강사, 외국인
- 새로운 아따맘마 (투니버스) - 박철연
- 에어기어 (애니맥스) - 주먹밥 / 카이토 / 스핏 파이어
- 엘르멘탈 제라드 (투니버스) - 질루트
- 울트라 매니악 (퀴니) - 유타
- 웰컴 투 동물농장 (챔프)
- 유유백서 - 명계사투편 (시넥서스) - 유리백작 / 데블맨
- 유유백서(대원방송) - 토우야 / 구로
- 은발의 아기토 (애니박스) - 카인
- 은혼 (투니버스) - 사카모토 타츠마
- 작안의 샤나 (애니맥스) - 단탈리온 / 메리힘
- 지오메카 비스트가디언 - 스카이호크 / 베어박사
- 최유기 리로드 (투니버스) - 이랑신
- 카레이도 스타 (투니버스) - 아론 브라스
- 크게 휘두르며 (애니맥스) - 미즈타니 후미키
- 클라나드 (애니박스) - 스노하라 요헤이
- 탐정학원 Q (투니버스) - 마키 신타로
- 터닝메카드 (KBS) - 게리온
- 터닝메카드 W (KBS) - 게리온
- 트랜스포머 애니메이티드 (애니박스) - 아이잭 섬댁
- 트리니티 블러드 (투니버스) - 브라더 베드로
- 페어리 테일 (챔프TV) - 베니시 브라더스(형)
- 프리큐어 Max Heart (챔프) - 발데스
- 피타텐 (투니버스) - 코타로의 아버지
- 학원 앨리스 (투니버스) - 부담임 선생님
- 헌티트 정션 (투니버스) - 타케다 이치로
- 황당용사 욜라세다 (투니버스) - 루리의 아버지
- 갓슈벨 2기 (애니원, 챔프) - 어스
- 떴다! 럭키맨 (투니버스) - 승리맨
- 결계사 (투니버스) - 사콘
- 짱구는 못말려 (투니버스) - 원장선생님, 액션가면, 재수생
- 요괴워치 (투니버스) - 인면견
- 파워레인저 정글포스 - 쥰(정글 블루)
- 슈팅 바쿠간 (투니버스) - 섀도우
- 여기는 공원 앞 파출소 (투니버스) - 혼다
- 마리와 강아지 이야기 (투니버스) - 잉어 아저씨
- 인터섹션 (애니박스) - 손님
- 와라! 편의점 (투니버스) - 토마스
- 카이지 - 카이지
- 베이브 마이 러브 (애니맥스) - 카타쿠라 에이이치
- 개그만화 보기 좋은 날 (애니박스)
- 무인행성 서바이브 (투니버스) - 스펜서, 선장
- 무적 철가방 (투니버스) - 레드 스타
- 직스 (퀴니)
- 베이비짱 (퀴니) - 히데키, 곰
- 메이저 극장판 - 우정의 강속구 (투니버스) - 죠 깁슨
- 왕도둑 징 (투니버스) - 사회자
- 기동무투전 G건담 (투니버스) - 형사
- 엑스 드라이버 (투니버스) - 야타족1
- 무적왕 트라이제논 (투니버스) - 병사2
- 날아라 호빵맨 (투니버스) - 백곰 아저씨
- 여신님! 작다는 건 편리해 (투니버스)
- 나나 6/17 (투니버스) - 남학생2
- 테니스의 왕자 (투니버스) - 카이도, 가치로 아빠, 선배1
- 달빛천사 (투니버스) - 요시다, 구와바, 하시, 마치다
- 아침안개의 무녀 (투니버스)
- 쾌걸 조로리 (투니버스) - 왕 / 춘롱 / 촌장 / 남자2 / 고래 / 성게돌이 / 좀비2 / 눈사람 / 모질라 / 가게주인 / 트럭기사 / 기사 / 크레용 빨강 / 구단주 / 토포루 / 남자 1 외 각종 단역
- 쾌걸 조로리 2 (투니버스) - 춘롱 / 와트왕박사 / 두루미사장 / 개구리
- 무적코털 보보보 (투니버스)
- 고스트 바둑왕 (투니버스) - 시라카와
- 크르노 크루세이드 (투니버스) - 경찰2
- GTO (투니버스) - 도모코 매니저, 시라이
- 쾌걸 근육맨 2세 (투니버스) - 클리오네
- 음양대전기 (투니버스) - 우지야마
- 달려라 이다텐 (투니버스) - 남자2
- 사무라이 참프루 (투니버스) - 관리
- 몬스터 (투니버스)
- 닌자펭귄 땡글이 (투니버스) - 기오
- 오란고교 사교클럽 (투니버스) - 남자1
- 나루토 질풍전 극장판 - 블러드 프리즌 (투니버스) - 카잔, 키바
- 아가사 크리스티의 명탐정 포와로와 마플 (투니버스) - 브라이언
- 조이드 (투니버스) - 비앙코, 오코널, 제국군 포로, 로카이, 헌터2, 스페큐라, 병사1, 크루츠, 남자1
- 에어마스터 (투니버스) - 사와무라
- 건퍼레이드 마치 (투니버스)
- 울프스 레인 (투니버스) - 세드, 부엉이
- 상상꾸러기 모나 (투니버스) - 동장, 본 크립슐라
- 전쟁과 축구 (투니버스)
- 맡겨줘 돌고래 (투니버스) - 남학생, 중학생1
- 헌티드 정션 (투니버스) - 하루토 아빠, 다케다 이치로
- 돌연변이 아일랜드 (투니버스) - 미스터 스마트
- 시끌벅적 토마토 트윈스 (투니버스) - 짐밥
- 신비아파트: 고스트볼X의 탄생 두 번째 이야기 (투니버스) - 당목귀
- 신비아파트 스페셜: 다시 만난 철궁이와 철원 월정리의 전설 - 철범귀
- 건방진 천사 (퀴니)
- 원피스 (투니버스) - 로브 루치
- 나루토 SD - 록 리의 청춘 닌자전 (투니버스) - 키바
- 웨딩피치 (투니버스) - 피치 아빠
- 미래전사 씨어 (투니버스) - 조이 아빠, 션
- 포켓몬스터 XY (투니버스) - 재상, 요루톤
- 포켓몬스터 썬&문 (투니버스) - 키아웨 아빠
- 마이 리틀 포니 (투니버스) - 플램
- 도깨비언덕에 왜 왔니? (투니버스) - 로라 아빠

### 타방송사
- 해피 럭키 깜짝맨 (카툰네트워크) - 울프라이
- 팅가팅가 이야기 (EBS) - 거북
- 디지몬 세이버즈 (챔프) - 민호의 아버지
- DARKER THAN BLACK -흑의 계약자- (애니맥스) - 켄지 / 슈뢰더
- 간츠 (애니박스) - 쿠로노 케이
- 갓슈벨 Final (챔프TV) - 어스
- 강철의 연금술사 리메이크 (애니박스) - 그리드
- GO! GO! 동물탐험대 (애니박스) - 자크
- 서쪽의 착한 마녀 (애니맥스) - 바드
- 노다메 칸타빌레 (애니맥스) - 타마키
- 택틱스 (애니맥스) - 백작
- 떴다! 퀘스트 기사단 (카툰네트워크) - 칼라미티
- 가면라이더 더블 (챔프) - 류강혁
- 바텐더 (애니박스)
- 포코냥 (애니원, 챔프) - 아빠, 앵커
- 투모로우 나라의 마일스 (디즈니 주니어) - 피비 칼리스토
  - 마일스 미션 포스 원 (디즈니 주니어) - 피비 칼리스트
- 마기 (카툰네트워크) - 도르지 / 마스루르
- 닌자고 (니켈로디언) - 소토 선장 / 플린트록
- 원피스 (애니원)Original 13기 임펠다운 편  - 마젤란
- 마루코는 아홉살 (애니맥스) - 히데지
- 우주에서 온 모자코 (애니맥스) - 아빠
- 벨제바브 (챔프TV) - 토죠 / 세인트 이시야마 고등학교 교장 / 오도널
- 헌터X헌터 리메이크 (애니맥스) - 미즈켄
- 괴도 조커 (카툰네트워크) - 다크 아이, 스나이퍼 겐마
- 헬로 카봇 쌈바 (SBS) - 이글하이더

### 애니메이션 영화
- 극장판 썬더일레븐 GO VS 골판지 전사 W - 문장오
- 몬스터 호텔
- 명탐정 코난: 탐정들의 진혼가 - 심정태
- 명탐정 코난: 이차원의 저격수 - 티머시 헌터
- 명탐정 코난: 제로의 집행인 - 차강일
- 명탐정 코난: 100만 달러의 오릉성 - 야마토 칸스케
- 부그와 엘리엇2 - 드니
- 비너스 전기
- 상상 속 친구들의 모험 : 몬스터들의 집 (카툰네트워크) - 에두아르도
- 상상 속 친구들의 모험 : 월트를 찾아서 (카툰네트워크) - 에두아르도
- 소년탐정 김전일 첫 번째 극장판 (투니버스) - 차성우
- 오! 나의 여신님 극장판 (애니맥스) - 세레스틴
- 이누야샤 4번째 극장판 : 홍련의 봉래도 (투니버스) - 쥬랴
- 짱구는 못말려 극장판 - 원장, 액션가면
- 짱구는 못말려 극장판: 핸더랜드의 대모험 - 크레이, 액션가면, 원장 선생님
- 짱구는 못말려 극장판: 암흑마왕 대추적 - 레몬, 우스아, 원장 선생님
- 짱구는 못말려 극장판: 전격! 돼지발굽 대작전 - 원장 선생님, 장성공 박사, 우스이
- 짱구는 못말려 극장판: 태풍을 부르는 장엄한 전설의 전투 - 천만태
- 짱구는 못말려 극장판: 폭풍을 부르는 석양의 떡잎마을 방범대 - 오츠
- 짱구는 못말려 극장판: 포효하라! 떡잎 야생왕국 - 원장 선생님, 불리, 제로
- 짱구는 못말려 극장판: 초시공! 태풍을 부르는 나의 신부 - 어른 짱구
- 짱구는 못말려 극장판: 태풍을 부르는 나와 우주의 프린세스 - 화려한, 원장 선생님
- 짱구는 못말려 극장판: 폭풍수면! 꿈꾸는 세계 대돌격 - 원장 선생님
- 짱구는 못말려 극장판: 동물소환 닌자 배꼽수비대 - 배토변
- 극장판 짱구는 못말려: 우리들의 공룡일기 - 현경수
- 코스모 워리어 제로 - 화룡 항해장, 엑셀
- 파닥파닥 (KBS) - 출돔
- 스머프: 비밀의 숲

### 영화
- 닥터 스트레인지: 대혼돈의 멀티버스 - 미스터 판타스틱(존 크래신스키)
- 디 워 - 캠벨
- 애인 - 사진사

### 방송
- 오픈드라마 남과 여 (SBS)

### 외화
- 말괄량이 마법학교 (투니버스)
- 가면라이더 드래건 (투니버스)
- 33분 탐정 (투니버스)
- 파워레인저 SPD (투니버스)
- 가면라이더 파이즈 (투니버스)
- 자이언트 세이버 (투니버스) - 마스크맨 / 돌격벨트 몬스터
- 파워레인저 정글포스 (챔프TV) - 쥰(정글 블루)
- 퓨어엔젤 미라클 매직 (투니버스) - 범죄자

### 게임
- 스타크래프트: 리마스터 - 사미르 듀란
- 스타크래프트 II - 나루드, 리 케노, 마일로 카친스키
- 사이퍼즈 - 쾌검 이글, 연합측 수호자
- 인피니티 온라인 - 카인
- 디아블로3 - 대장 럼퍼드
- 월드 오브 워크래프트 - 천둥왕 레이 션
- 짱구는 못말려 (닌텐도)
- 킹덤 언더 파이어 - 발터, 리스린
- 도타2 - 컨카
- 블레이드 앤 소울 - 남궁위지, 매의눈, 반찬통, 양건호, 서가복, 고투리, 진수, 용석
- 삼국블레이드 - 마초
- 메이플스토리 - 그리, 험상궂은 혁, 건들거리는 명, 덥수룩한 경비병, 면도한 경비병, 영주 독광